# Welshe hockeyploeg (mannen)
De Welshe hockeyploeg voor mannen is de nationale ploeg die Wales vertegenwoordigt tijdens interlands in het hockey.
Het team was een keer actief op de Olympische Spelen en zeven keer op het Europees kampioenschap. Het nam nog nooit deel aan de Champions Trophy of aan het wereldkampioenschap
Olympische Spelen
Het team was actief tijdens de eerste keer dat hockey op het olympische programma stond. Tijdens de Spelen van 1908 was het een van de zes deelnemende teams. Het team was direct geplaatst voor de halve finale die het met 1-3 verloor van Ierland. Er werd geen wedstrijd om de derde plaats gespeeld waardoor de bronzen medaille automatisch bij de verliezende halvefinalisten terechtkwam.
Europees kampioenschap
Het team was tijdens de eerste zeven edities (1970-1999) van het Europees kampioenschap present. Het beste resultaat was de zesde plaats in 1978. 

## Erelijst Welshe hockeyploeg
| Jaar | Champions Trophy | Europees kampioenschap     | Olympische Spelen | Wereldkampioenschap              | Hockey World League Hockey Pro League |
| ---- | ---------------- | -------------------------- | ----------------- | -------------------------------- | ------------------------------------- |
| 1908 |                  |                            | OS 1908 Londen    |                                  |                                       |
| 1920 |                  |                            | geen deelname     |                                  |                                       |
| 1928 |                  |                            | geen deelname     |                                  |                                       |
| 1932 |                  |                            | geen deelname     |                                  |                                       |
| 1936 |                  |                            | geen deelname     |                                  |                                       |
| 1948 |                  |                            | geen deelname     |                                  |                                       |
| 1952 |                  |                            | geen deelname     |                                  |                                       |
| 1956 |                  |                            | geen deelname     |                                  |                                       |
| 1960 |                  |                            | geen deelname     |                                  |                                       |
| 1964 |                  |                            | geen deelname     |                                  |                                       |
| 1968 |                  |                            | geen deelname     |                                  |                                       |
| 1970 |                  | 12 EK 1970 Brussel         |                   |                                  |                                       |
| 1971 |                  |                            |                   | geen deelname                    |                                       |
| 1972 |                  |                            | geen deelname     |                                  |                                       |
| 1973 |                  |                            |                   | geen deelname                    |                                       |
| 1974 |                  | 8 EK 1974 Madrid           |                   |                                  |                                       |
| 1975 |                  |                            |                   | geen deelname                    |                                       |
| 1976 |                  |                            | geen deelname     |                                  |                                       |
| 1978 | geen deelname    | 6 EK 1978 Hannover         |                   | geen deelname                    |                                       |
| 1980 | geen deelname    |                            | geen deelname     |                                  |                                       |
| 1981 | geen deelname    |                            |                   |                                  |                                       |
| 1982 | geen deelname    |                            |                   | geen deelname                    |                                       |
| 1983 | geen deelname    | 12 EK 1983 Amstelveen      |                   |                                  |                                       |
| 1984 | geen deelname    |                            | geen deelname     |                                  |                                       |
| 1985 | geen deelname    |                            |                   |                                  |                                       |
| 1986 | geen deelname    |                            |                   | geen deelname                    |                                       |
| 1987 | geen deelname    | 12 EK 1987 Moskou          |                   |                                  |                                       |
| 1988 | geen deelname    |                            | geen deelname     |                                  |                                       |
| 1989 | geen deelname    |                            |                   |                                  |                                       |
| 1990 | geen deelname    |                            |                   | geen deelname                    |                                       |
| 1991 | geen deelname    | 10 EK 1991 Parijs          |                   |                                  |                                       |
| 1992 | geen deelname    |                            | geen deelname     |                                  |                                       |
| 1993 | geen deelname    |                            |                   |                                  |                                       |
| 1994 | geen deelname    |                            |                   | geen deelname                    |                                       |
| 1995 | geen deelname    | 7 EK 1995 Dublin           |                   |                                  |                                       |
| 1996 | geen deelname    |                            | geen deelname     |                                  |                                       |
| 1997 | geen deelname    |                            |                   |                                  |                                       |
| 1998 | geen deelname    |                            |                   | geen deelname                    |                                       |
| 1999 | geen deelname    | 6 EK 1999 Padua            |                   |                                  |                                       |
| 2000 | geen deelname    |                            | geen deelname     |                                  |                                       |
| 2001 | geen deelname    |                            |                   |                                  |                                       |
| 2002 | geen deelname    |                            |                   | geen deelname                    |                                       |
| 2003 | geen deelname    | geen deelname              |                   |                                  |                                       |
| 2004 | geen deelname    |                            | geen deelname     |                                  |                                       |
| 2005 | geen deelname    | geen deelname              |                   |                                  |                                       |
| 2006 | geen deelname    |                            |                   | geen deelname                    |                                       |
| 2007 | geen deelname    | geen deelname              |                   |                                  |                                       |
| 2008 | geen deelname    |                            | geen deelname     |                                  |                                       |
| 2009 | geen deelname    | geen deelname              |                   |                                  |                                       |
| 2010 | geen deelname    |                            |                   | geen deelname                    |                                       |
| 2011 | geen deelname    | geen deelname              |                   |                                  |                                       |
| 2012 | geen deelname    |                            | geen deelname     |                                  |                                       |
| 2013 |                  | geen deelname              |                   |                                  | eerste ronde HWL 2012-13              |
| 2014 | geen deelname    |                            |                   | geen deelname                    |                                       |
| 2015 |                  | geen deelname              |                   |                                  | geen deelname                         |
| 2016 | geen deelname    |                            | geen deelname     |                                  |                                       |
| 2017 |                  | geen deelname              |                   |                                  | 24e HWL 2016-17                       |
| 2018 | geen deelname    |                            |                   | geen deelname                    |                                       |
| 2019 |                  | 6e EK 2019 Antwerpen       |                   |                                  | geen deelname                         |
| 2021 |                  | 7e EK 2021 Amstelveen      | geen deelname     |                                  | geen deelname                         |
| 2022 |                  |                            |                   |                                  | geen deelname                         |
| 2023 |                  | 8e EK 2023 Mönchengladbach |                   | 11e WK 2023 Bhubaneswar/Rourkela | geen deelname                         |
| 2024 |                  |                            | geen deelname     |                                  | geen deelname                         |
| 2025 |                  | geen deelname              |                   |                                  | geen deelname                         |

Overige toernooien
- Hockey World League:
  - HWL 12-13: eerste ronde